# 哈通昆圖里里山
19°43′S 65°38′W / 19.717°S 65.633°W
哈通昆圖里里山（Jatun Kunturiri），是玻利維亞的山峰，位於該國南部波托西省，處於波托西東南面，屬於安第斯山脈中波托西山脈的一部分，海拔高度5,008米。